# Grzegorz Świt
Grzegorz Sławomir Świt (ur. 29 stycznia 1971 w Kielcach) – polski inżynier budownictwa i samorządowiec, doktor habilitowany nauk technicznych, profesor tytularny na Politechnice Świętokrzyskiej.

## Życiorys
W 1996 ukończył studia z zakresu budownictwa na Politechnice Świętokrzyskiej. Doktoryzował się w 2001 na macierzystej uczelni na podstawie rozprawy: Korozja naprężeniowa kompozytu epoksydowo-szklanego stosowanego jako element wzmacniający konstrukcje budowlane, której promotorem był profesor Leszek Gołaski. Stopień naukowy doktora habilitowanego uzyskał w 2012 na PŚk w oparciu o pracę zatytułowaną: Analiza procesów destrukcyjnych w obiektach mostowych z belek strunobetonowych z wykorzystaniem emisji akustycznej.
Jako nauczyciel akademicki związany od ukończenia studiów z Politechniką Świętokrzyską, na której doszedł do stanowiska profesora nadzwyczajnego (po zmianach prawnych profesora uczelni). W 2020 został dziekanem Wydziału Budownictwa i Architektury w kadencji 2020–2024. W 2021 uzyskał tytuł profesora.
W 2010 z listy Platformy Obywatelskiej uzyskał mandat radnego powiatu kieleckiego. W 2014 bez powodzenia startował w wyborach do Parlamentu Europejskiego z okręgu nr 10 (otrzymał 3323 głosów). W tym samym roku, jako kandydat PO, ubiegał się o urząd prezydenta Kielc. Otrzymując 5683 głosów (8,85%), zajął trzecie miejsce spośród sześciu kandydatów. Nie uzyskał również mandatu radnego sejmiku świętokrzyskiego.

## Odznaczenia
- Złoty Krzyż Zasługi za zasługi w działalności na rzecz rozwoju nauki (2024)[8]
- Srebrny Krzyż Zasług za zasługi w działalności na rzecz rozwoju nauki (2018)[9]